# Sīār Kolā
Sīār Kolā (persiska: سيار كلا) är en ort i Iran.   Den ligger i provinsen Mazandaran, i den norra delen av landet, 130 km nordost om huvudstaden Teheran. Antalet invånare är 817.
Terrängen runt Sīār Kolā är platt. Runt Sīār Kolā är det ganska tätbefolkat, med 155 invånare per kvadratkilometer. Närmaste större samhälle är Āmol, 15,3 km sydost om Sīār Kolā. Trakten runt Sīār Kolā består till största delen av jordbruksmark.